# Xã Beulah, Quận Davison, South Dakota
Xã Beulah (tiếng Anh: Beulah Township) là một xã thuộc quận Davison, tiểu bang Nam Dakota, Hoa Kỳ. Năm 2010, dân số của xã này là 378 người.